# Divadlo Františka Troníčka
Divadlo Františka Troníčka je komorní divadlo v centru Prahy, kde hrají malé profesionální, poloamatérské a amatérské soubory. Uvádí činohru, kabaret, představení pro děti i hudební pořady.
Divadlo je pojmenováno na počest stavitele domu, ve kterém sídlí, architekta Františka Troníčka. Otevřeno bylo 13. října 2013.
Vedle domácího divadelního souboru Natěsno zde pravidelně hrají další soubory a spolky, například Komorní činohra, Kabaret Punklesque, Divadlo PUK.